# Amurosaurus riabinini
Amurosaurus riabinini ("Riabinis ödla från Amur") är en art av dinosaurier som tillhör släktet Amurosaurus, en lambeosaurin som levde under yngre krita i det som idag är östra Asien. Likt de flesta andra lambeosaurier gick den troligen mestadels på bakbenen, den hade en "anknäbb" och en ihålig kam på hjässan, även om en sådan kam aldrig hittats. Fossila ben efter fullvuxna individer är sällsynta, men en fullvuxen Amurosaurus kunde ha varit minst 6 meter lång. Vissa forskare anser den vara nomen nudum.

## Etymologi
De ryska paleontologerna Yuri Bolotsky och Sergei Kurzanov var de som först beskrev och namngav denna växtätande hadrosaurid år 1991. Släktnamnet kommer från floden Amur samt det grekiska ordet σαυρος/sauros, som betyder 'ödla'. Amur-floden (som även kallas Heilongjiang eller "Svarta Drakfloden" på kinesiska) bildar gränsen emellan Ryssland och Kina, och det var nära denna flod på den ryska sidan som dinosauriens rester hittades. Det finns en känd art, A. riabinini, som döpts för att ära den bortgångne ryske paleontologen Anatoly Riabinin. Riabinin var den som ledde den allra första ryska expeditionen för att gräva upp fossila lämningar efter dinosaurier i Amur-region mellan åren 1916 och 1917.

## Fynd
Alla fossila rester efter Amurosaurus grävdes fram i en enda benbädd, vilken hittades år 1984 i närheten av staden Blagovesjtjensk i Amur oblast i östra Ryssland. Benbädden hittades i Udurchukan-formationen, den äldsta geologiska formationen i Tsagayan-gruppen i östa Ryssland och nordöstra Kina. Denna formation antas tillhöra maastrichtskedet under yngre delen av kritaperioden, vilket dateras från 71 till 65 miljoner år sedan. Trots det går åsikterna isär om när Udurchukans benbädd avsattes. Sedimenten, som innehöll fossilen, ansamlades på flodens botten, men bara på en kort sträcka. Enbart en liten sektion av benbädden har grävts upp, men 90 procent av resterna som man hittills har hittat tillhör lambeosauriner liknande Amurosaurus, vanligtvis ungdjur, men även resten tillhörande andra släkten som hadrosauriden Kerberosaurus. Tänder efter theropoder fanns i ett överflöd, och i benen förekommer många bitmärken som gjorts av rovdjur eller asätare. Två till synes intakta skelett har hittats. Trots dess sena uppkomst ser A. riabinini väldigt primitiv ut. Dess kranium har åtskilliga outvecklade drag som inte kan hittas hos nordamerikanska lambeosauriner, som om den var en kvarleva av en tidigare, mer ursprunglig grupp.
Holotypen består av enbart en över- och en underkäke, båda från vänster sida av samma individ. Emellertid har det mesta av andra ben i kraniet och skelettet också bibehållits i benbädden, dock efter många olika individer. Detta andra material beskrevs mer nyligen, vilket gjorde Amurosaurus till den bäst bekanta och mest komplett kända ryska dinosaurien (Godefroit o. a., 2004).

## Klassificering
Amurosaurus karakteriseras av många autapomorfer eller unika drag i kraniet, såväl som det sett framifrån eller från sidan sigmoid-formade (s-formade) armbågsbenet. De flesta andra kända lambeosauriner har ihåliga kammar på hjässan, och även om benen som skulle bygga upp en sådan kam är okända hos denna dinosaurie, är ben på ovansidan kraniet utformade för att kunna hålla upp en. Därför kan det antas att Amurosaurus hade en kam liknande den hos Corythosaurus eller Hypacrosaurus. Trots att de flesta av dessa drag beskrevs i början av 2006, har Amurosaurus bara varit föremål för en kladistisk analys, vilken placerade den som en basal medlem av underfamiljen lambeosaurine i familjen hadrosaurier, men mer derived än antingen Tsintaosaurus eller Jaxartosaurus. 

### Lambeosaurinaes ursprung
Alla kända basala lambeosauriner kommer från Asien, vilket har lett till teorin att underfamiljen Lambeosaurinae bottnar där för att sedan ha spridits över Berings sund till Nordamerika. Två derived grupper, parasaurolophinerna (Parasaurolophus, Charonosaurus) samt corythosaurierna (Corythosaurus, Nipponosaurus) utvecklades senare. Då medlemmar ur de båda sistnämnda grupper har hittats i Nordamerika och Asien måste det ha förekommit en vidare utspridning efter deras utveckling, även om riktningen av denna spridning ännu är okänd (Suzuki o. a., 2004; Godefroit o. a., 2004).